# Silas Lindqvist

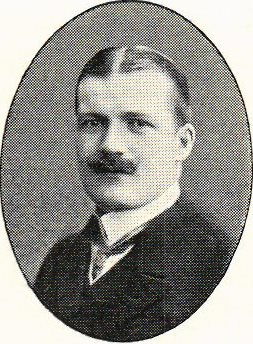
Silas Lindqvist.

Silas Gustaf Erik Lindqvist, född 24 december 1874 i Nye församling, Jönköpings län, död 4 april 1937, var en svensk läkare.
Efter mediko-filosofisk examen 1895 blev Lindqvist medicine kandidat 1899, medicine licentiat 1903 och medicine doktor 1908. Han var extra ordinarie amanuens vid Akademiska sjukhusets i Uppsala kirurgiska avdelning 1901–02, amanuens vid Allmänna och Sahlgrenska sjukhuset i Göteborg 1904, amanuens och underkirurg vid Akademiska sjukhuset i Uppsala 1905–07, överläkare vid Akademiska sjukhusets i Uppsala obstetrisk-gynekologiska klinik 1908–11 under ett år och fyra månader, docent i obstetrik och gynekologi vid Uppsala universitet 1909–12, tillförordnad professor 1909–10, överläkare vid länslasarettet i Södertälje från 1912 och vid Stockholms läns centrallasarett i Stocksund från 1928.
Lindqvist företog studieresor till Tyskland, Österrike-Ungern och Schweiz 1910–11, Tyskland 1915, Storbritannien 1921 och USA 1922. Utöver gradualavhandlingen i kirurgi skrev han ett 20-tal vetenskapliga arbeten i kirurgi, obstetrik och gynekologi.